# 真空フィードスルー
真空フィードスルー（しんくうフィードスルー、英語：Vacuum feedthrough）は、真空状態を保っている機器の内部へ、電気信号や物理的な運動、流体などを輸送、コントロールするために、真空状態と大気を遮る真空壁に取り付けられる真空部品である。

## フィードスルーの種類

### 電気フィードスルー
電気を真空へ送るためのフィードスルーは2つに大別できる。1つは、真空内部のにある機器に電源を供給するためのもの（電源フィードスルー）であり、もう1つは真空内部にある機器との電気信号のための（機器フィードスルー）である。いずれにせよ、真空壁への取り付けには絶縁を要するが、絶縁にはアルミナなどのセラミックが使用され、ろう付けやコバール接続などで取り付けられる。

#### 電源フィードスルー
電源を供給するためには高い電圧を近くの伝導体（例えば装置の壁や隣の端子）から絶縁し、大きな電流に耐えなければいけない。電圧に対して真空内部では10-4Torr以下に保たれていれば、真空自体が1mm毎に1kVの電圧にも耐える絶縁機構となる（ただし、電気伝導体の表面がなめらかである場合）。しかし、それ以上の電圧（特に20kVを超える場合）においては、フィードスルーの全体を絶縁体で覆う必要がある。また、大きな電流に対しては、径の太い電気伝導体が用いられる。

#### 機器フィードスルー
真空機器の内外での信号の授受では、信号の種類に合わせた同軸コネクタが使われる。信号の周波数が100MHz、電圧500V、電流3A以下の信号にはBNCコネクタが使われる。それ以上の周波数（6.5GHz以下)ではSMAコネクタ、高電圧ではSHVコネクタ、ラジオ波信号にはN型コネクタが用いられる。

### モーション・フィードスルー
真空内部のサンプル容器や光学機器などを直線的に動かしたり、回転させたりする必要がある場合に用いられる。低い真空度であれば、Oリングなどの可動なシールにより実現されるが、グリース等を用いなければならず、またリーク量が多いために、真空度は限定される。高い真空度が要求される真空装置に対して使用する場合は専用の真空部品により構成されたモーションフィードスルーが必要となる。

#### 直線運動
直線的な動きに対しては、溶接により製作された蛇腹で真空から隔てられたシャフトを動かす事により伝えられる。

#### 回転運動
回転に対しては以下のようなフィードスルーがある。
- Oリング
- オイルシール
- ウィルソンシール
- 磁性流体シール
- マグネットカップリング
- 溶接ベローズ --- 溶接により製作された蛇腹で真空から隔てられた、ベアリングとwobbling機構により伝えられる。

### 流体フィードスルー
サンプルセル等に常温で用いられるガスや液体を輸送するには溶接やOリングによるシールによって管を接続する。コールドトラップやセルの冷却に液体窒素などの冷媒を輸送するような場合は二重管などにより接続された真空壁との間を断熱する機構が必要となる。